# Шён, Альдо
Альдо Шён (нем. Aldo Schön, также Schoen; 29 июля 1912, Мюнхен — 15 февраля 2014, Мюнхен) — немецкий пианист и музыкальный педагог.
Получил образование в Мюнхенской высшей школе музыки. Вёл концертную деятельность. В 1943—1945 годах ректор Брукнеровской консерватории в Линце. Затем вернулся в Мюнхен, в 1956—1981 годах профессор Мюнхенской высшей школы музыки, среди его учеников Франц Хаук и Хельмут Билер.
С 1957 года играл в составе фортепианного трио со скрипачом Йостом Рабой и виолончелисткой Инге Раба; как аккомпаниатор выступал, в частности, с Энрико Майнарди. Записал Большой концертный дуэт для кларнета и фортепиано Карла Марии Вебера (1948, с Генрихом Гойзером), Хоральную фантазию Людвига ван Бетховена (с Симфоническим оркестром Берлинского радио под управлением Леопольда Людвига). Первый исполнитель фортепианной сонаты Ханса Позегги (1950).